# Librairie
 (juin 2024).

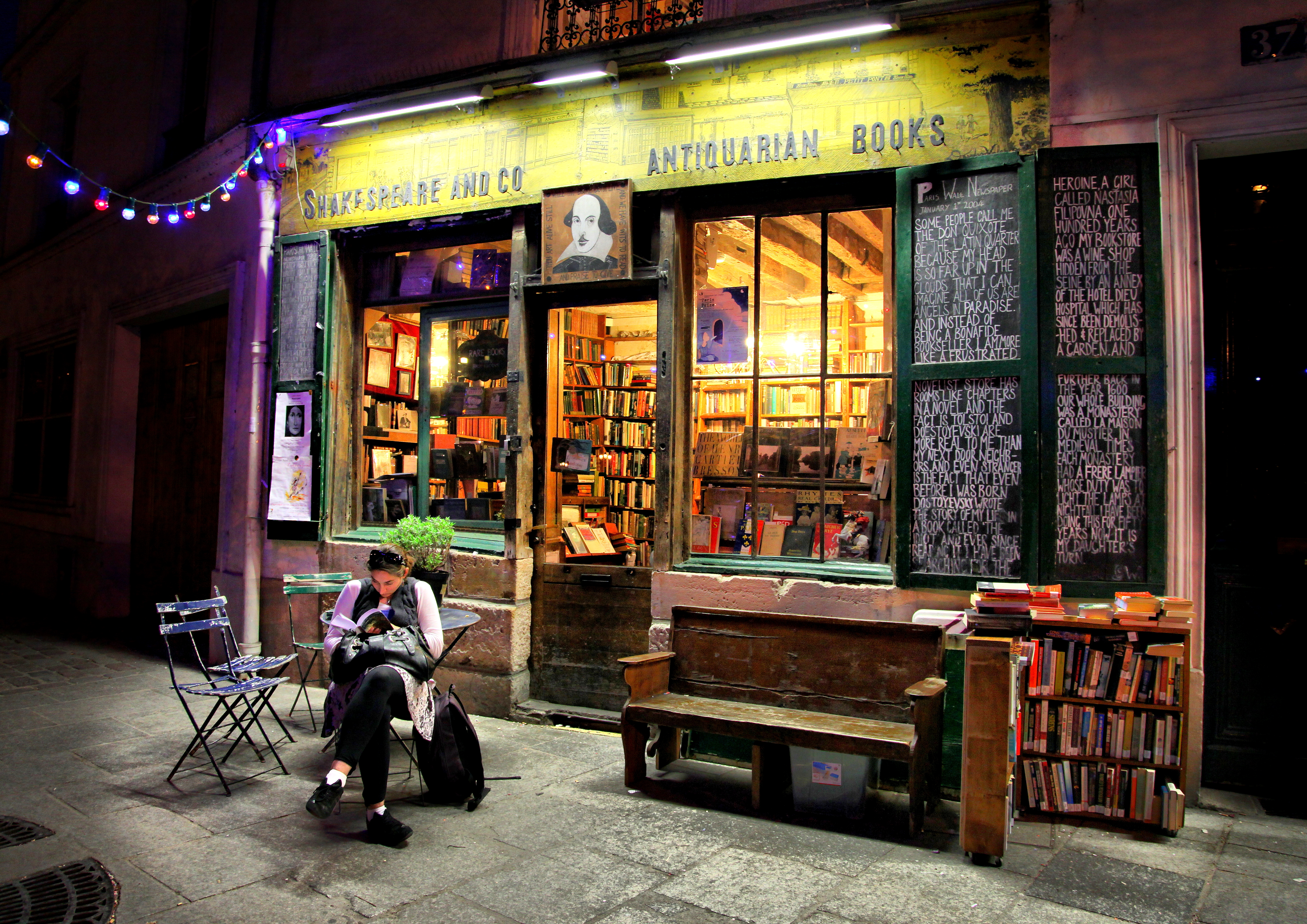
La façade de Shakespeare and Company dans le 5e arrondissement de Paris.

La librairie est un commerce de détail destiné à la vente de livres. Il existe différents types de points de vente du livre : librairies de livres neufs (généralistes ou spécialisées), librairies de livres anciens et d'occasion, maisons de la presse, librairies-papeteries, librairies ambulantes, grandes surfaces, librairies numériques.

## Histoire

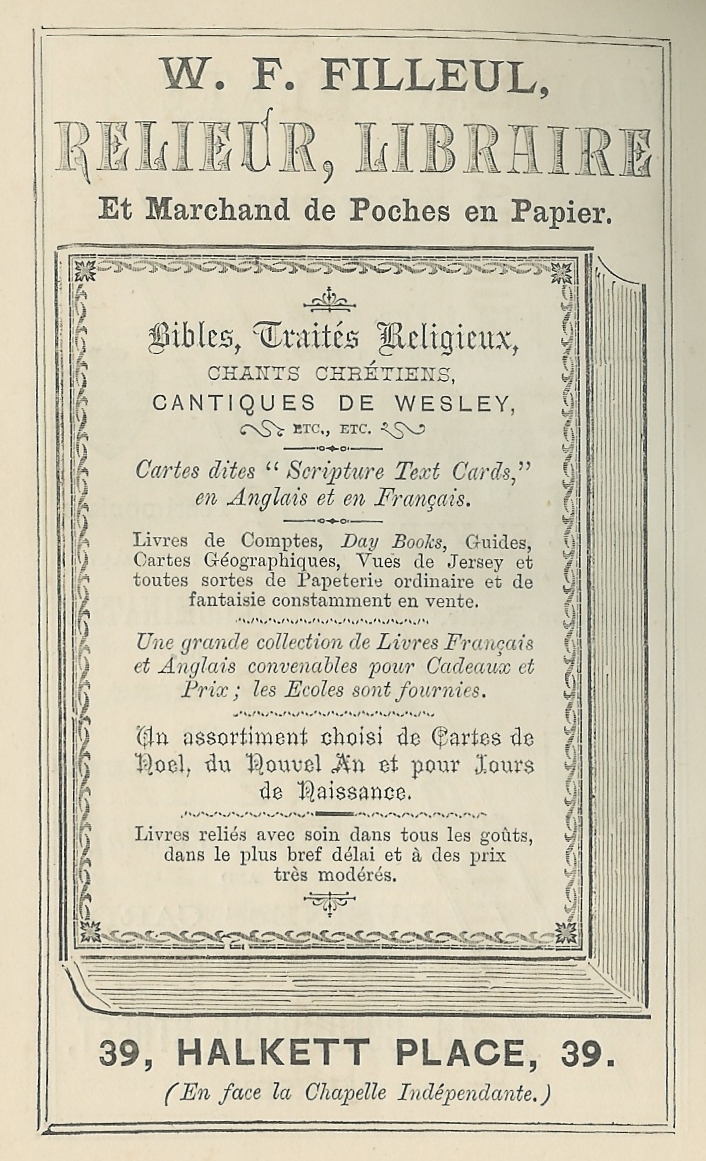
Réclame de librairie à Jersey en 1891.

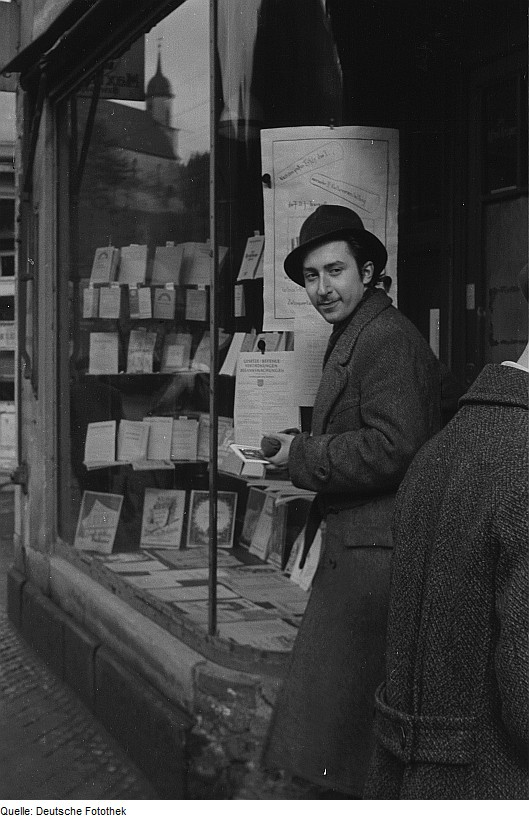
À la devanture d'une librairie en 1947 à Tharandt, en Zone d'occupation soviétique en Allemagne.

### Un métier ancien et pluriel
La librairie moderne trouve son origine dans les stationes du Moyen Âge, sorte d'échoppes où des stationaires vendaient des manuscrits produits par des copistes. Le mot demeura dans la langue anglaise ((en) stationers) où stationery renvoie aux fournitures et papeterie, et library à bibliothèque. En Europe, les premiers libraires-marchands demeurent près des universités : il existe un lien organique entre les clercs, les étudiants et le pouvoir royal, d'où d'importantes contraintes à la fois géographiques et législatives. Dès 1275, Philippe le Bel prononce une ordonnance chargeant l'Université de surveiller les libraires de Paris. En 1403, naît à Londres la Guild of Stationers. De fait, en France, tous les libraires s'organisent en corporations sous la bannière de saint Jean Porte latine. Ils se voient interdits d'ouvrir plusieurs boutiques, de falsifier ou altérer des manuscrits, et de mettre en vente sans avoir au préalable subi la censure de ladite Université. L'élément le plus important ici est qu'ils ne devaient pas exercer ce métier de façon itinérante, à la manière des colporteurs : ils « stationnaient » à un point fixe et tenaient boutique avec enseigne, précisant leurs spécialités ; leurs commis se chargeaient de livrer des clients ou d'aller chercher des manuscrits parfois sur des distances très éloignées. Une eau-forte de Pierre Adeline tirée des Vues de Paris (vers 1680) montre le Pont-Neuf couvert de petites boutiques en bois occupées par des libraires. L'apparition de l'imprimerie à caractères mobiles augmente la production de livres et la diffusion : les libraires sont tour à tour marchand, éditeur, imprimeur, relieur. Les clients de cette époque viennent chez le libraire soit pour acheter des livres déjà reliés, soit des feuilles, soit encore des cahiers cousus et protégés par une couverture en papier. La corporation regroupe donc plusieurs métiers associés dans la chaîne de fabrication du livre : typographe, imprimeur, correcteur, façonneur, relieur… et marchand.
La plus ancienne librairie du monde est située à Lisbonne au Portugal : ouverte en 1732, la Livraria Bertrand se trouve rue Garrett dans le Chiado.
Ce métier très pluriel va être fortement réglementé au XVIIe siècle et au XVIIIe siècle. En Angleterre, le Licensing Act (1662) puis le Copyright Act de 1710 sont les premières mesures à réglementer le régime des réimpressions. En France, est promulgué en 1744 le Code de la librairie et imprimerie de Paris dit « code Saugrain » : outre l'interdiction de se livrer au colportage, le marchand devait obtenir pour exercer manière de brevet exclusive, transmissible à la veuve puis aux enfants. Ce code s'entendait sur Paris, ce qui fait que des villes comme Rouen ou Lyon furent longtemps plus libres de réimprimer et diffuser des ouvrages. Avant la Révolution française, le nombre de colporteurs de livres est limité à 120, parfaitement identifiés par la police qui leur interdit de vendre autre chose que des « livrets » (brochure, fascicule) portant un permis d'imprimer en principe bien visible et de tenir boutique. Alors que l'Angleterre ou les Pays-Bas s'illustrent par une relative mais bien réelle liberté de l'édition et de la presse, les librairies de la France des Lumières sont en proie à d'infinis tracas : en 1763, Denis Diderot écrit la fameuse Lettre sur le commerce de la librairie, adressée au « directeur de la Librairie », Antoine de Sartine. En août 1777, une réforme visant à améliorer le sort des écrivains français les autorise à devenir eux-mêmes vendeurs de leurs propres livres. Les différentes corporations sont furieuses. Le pouvoir tente alors d'interdire la vente de livres aux cabinets de lecture qui surgissent un peu partout à cette époque. Par ailleurs, la vente « à distance » augmente mais ces achats se font directement auprès de l'éditeur-imprimeur. Certains libraires alors se spécialisent et imaginent des systèmes de trocs entre confrères européens. Un marché des idées se met en place, une « invention de marchés », pour reprendre les termes de l'historien Roger Chartier.

### Vers la librairie moderne

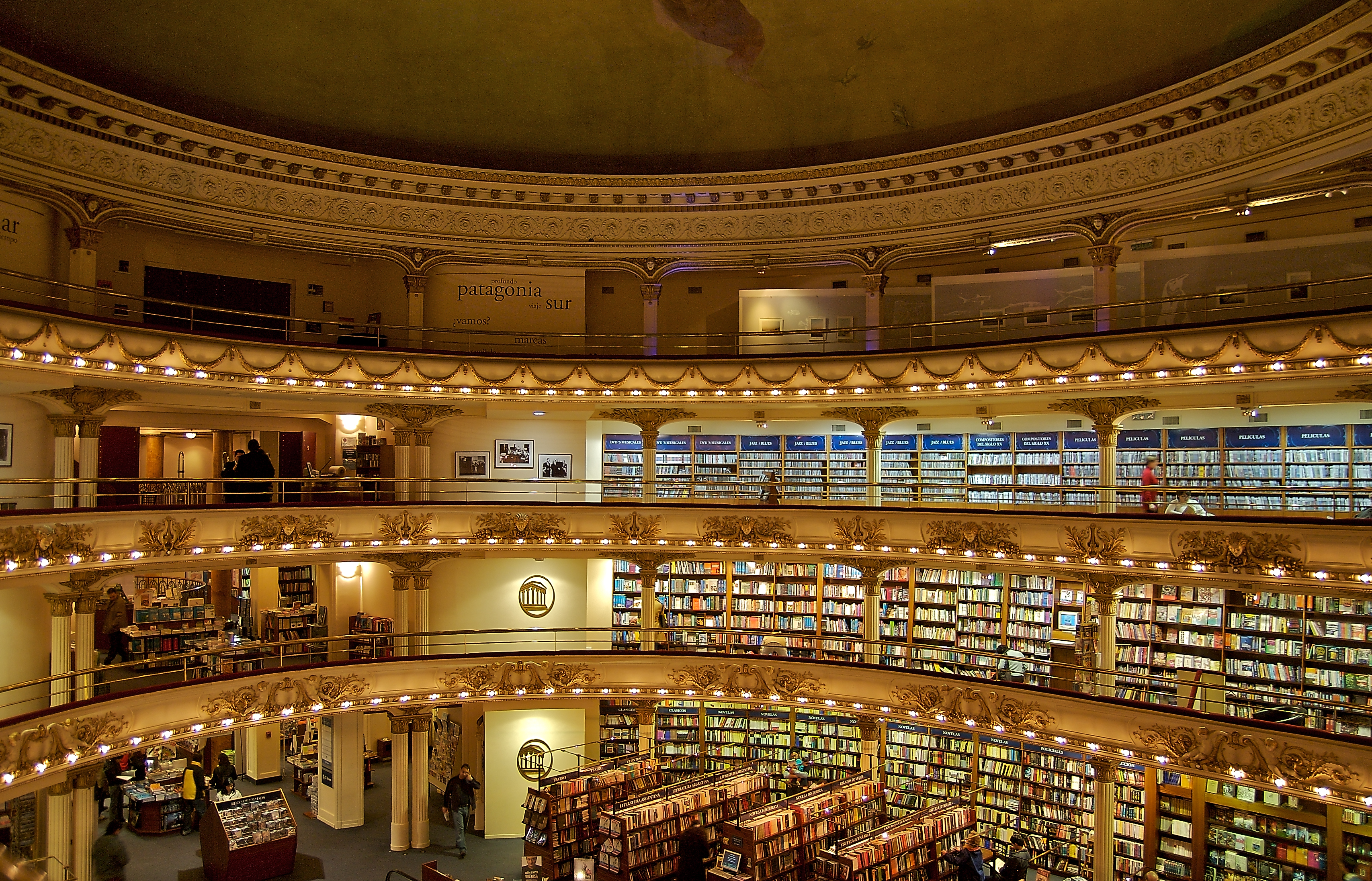
Librairie El Ateneo située à Buenos Aires (Argentine), occupant un ancien théâtre datant de 1919.

En France, le terme « librairie » désigne pendant longtemps à la fois la maison d'édition — c'est ainsi qu’on le retrouve dans des raisons sociales modernes, ou sous la forme de mentions au bas des pages de titre des ouvrages, telles « Librairie Larousse » ou « Librairie Hachette » —, et la boutique. Ce n’est qu’au XIXe siècle que la division des tâches du fait de l'industrialisation des différents corps de métiers imposera la séparation entre l’« édition » et la « librairie ». Dès 1800, les anglophones désignent par les termes bookshop ou stationer la boutique qui vend des livres.

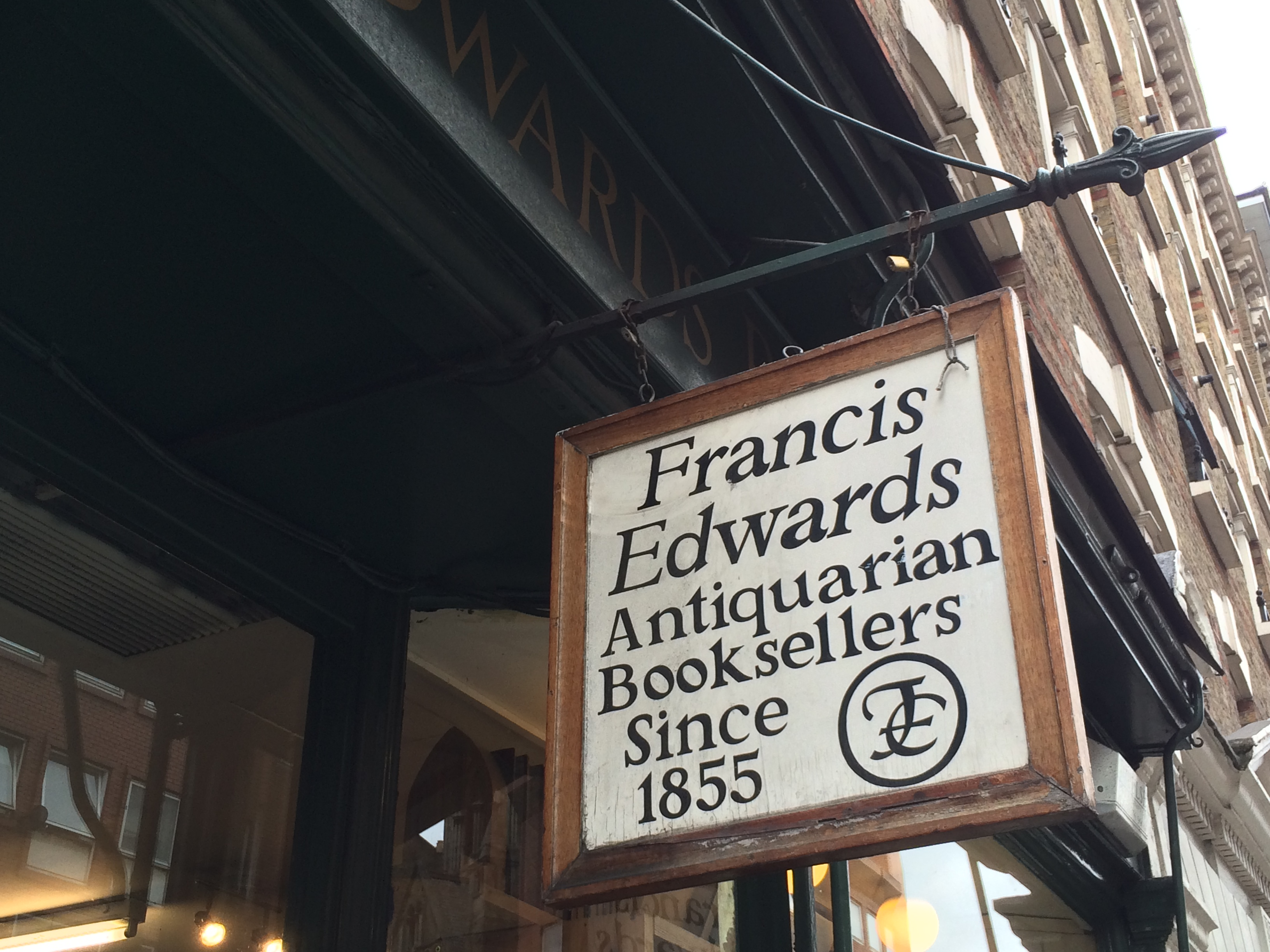
L'ancienne librairie de livres anciens de Francis Edwards dans le West End de Londres

En France, Napoléon Ier joue un rôle majeur dans la naissance de la librairie moderne. Le décret du 5 février 1810 « contenant règlement sur l'imprimerie et la librairie » fixe les codes du métier jusqu'en 1870 : jusqu'à cette date, toute personne voulant exercer ce métier doit en obtenir le brevet. Vingt-six des cinquante et un articles du décret de 1810 sont consacrés aux délits et aux punitions que peuvent encourir les professionnels du livre, contre cinq encadrant le métier de libraire. Le texte opère une différence nette entre l'auteur et les diffuseurs d'idées que sont les libraires et les imprimeurs. Il fixe leur[Qui ?] nombre, alors que les libraires sont soumis à la libre concurrence. Au XIXe siècle comme au XXe siècle, les libraires ne cessent de dénoncer les diverses concurrences « déloyales qu'ils doivent affronter : les cabinets de lecture, les colporteurs, les bouquinistes, la vente directe opérée par les éditeurs eux-mêmes grâce à leurs fichiers clients et leurs main mise sur des grands comptes comme le marché scolaire et universitaire». Après 1945, de nouveaux concurrents apparaissent : les clubs de livres, la vente par correspondance, et à partir des années 1960, les drugstores, les grandes enseignes culturelles, les supermarchés, sans parler des journaux ou des pompes à essence qui offrent des livres en prime.

### La librairie concurrencée
Dans les années 1970, les librairies subissent de plein fouet la concurrence des hypermarchés et des grandes enseignes culturelles comme la Fnac. De nombreuses librairies mettent la clé sous la porte. Le quotidien Libération affirme en 1980 : « La petite librairie sent le cadavre ». Différentes lois statuant sur le prix unique du livre ont été réactivées à travers le monde (surtout en Europe) à partir des années 1970 afin de protéger la filière librairie.
C'est aussi dans les années 1970 qu’apparaissent des librairies alternatives autogérées comme la Librairie du Boulevard à Genève et L'Insoumise à Montréal, qui survivront malgré les difficultés.
Dans les années 2010, les libraires font face à la concurrence des libraires en ligne : dès la fin des années 1990, on voit émerger la vente d'ouvrages en ligne. Le site Amazon est à l'origine une librairie en ligne, avant de devenir une plate-forme tous produits. De tels sites, d'abord apparus aux États-Unis, permettent par ailleurs depuis le début des années 2010 l’acquisition et la consultation de livres numériques (ou e-books) sur des liseuses. Une offre apparaît également : l'impression à la demande.
N'étant pour la plupart pas propriétaires de leurs locaux, les librairies doivent aujourd'hui faire fasse aux hausses de loyer qui augmentent de façon drastique partout dans le monde.

## Situation par pays

### En Amérique
Excepté les librairies en ligne, les plus importantes boutiques en termes de surface et de livres disponibles dans les rayonnages tous genres confondus sont Powell's City of Books ou Powell's Books, établissement indépendant situé à Portland (Oregon, États-Unis) et Strand Bookstore, situé à New York, lequel est principalement spécialisé dans l'ancien et l'occasion,. La World's Biggest Bookstore située à Toronto fut, de 1980 à sa fermeture en 2014, la plus importante librairie au monde. Cependant, le Guinness World Records attribue depuis 1999 le label de plus grosse librairie en rapport à sa surface à Barnes & Noble, située à New York, sur 105 Fifth Avenue, totalisant 14 330 m2 et près de 21 km de linéaires.

### En Asie

#### au Japon

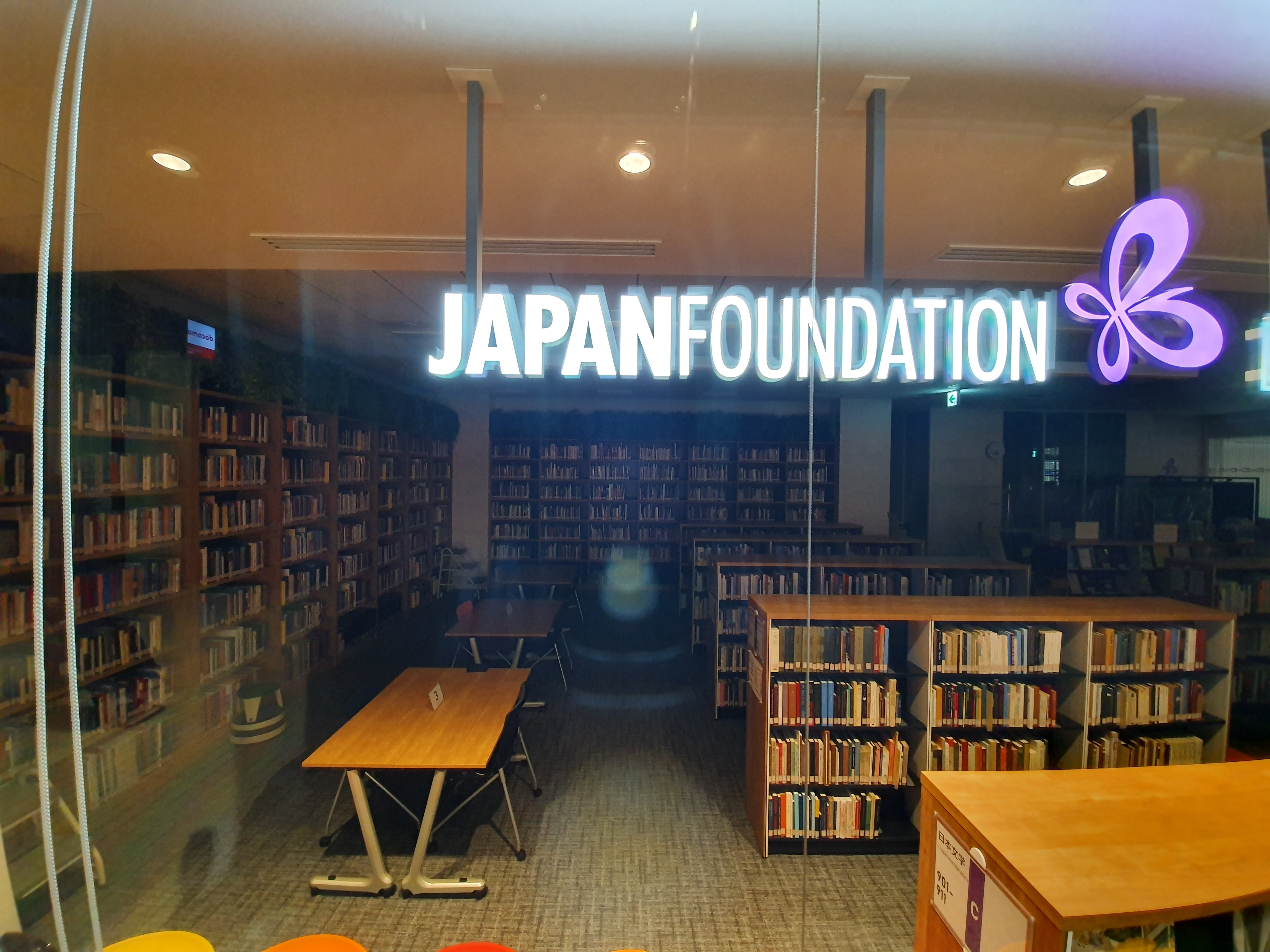
Une librairie dans le quartier de Yotsuya à Shinjuku, Tokyo.

Le Japon a connu au 20e siècle une très importante hausse du secteur de l'édition. Le nombre de librairies par rapport à la population du pays était alors très élevé et largement au-dessus de la moyenne mondiale.
Mais depuis le début du 21e siècle, on assiste à la suite de la baisse de la natalité et de la concurrence de la vente par internet d'ouvrages physiques et de livres électroniques à une nette baisse de nombre de librairies.
Entre 2001 et 2022, la moitié des librairies ont disparu. Selon la Japan Book Publishing Organisation, on recense 16 772 établissements en 2012 contre 11 952 en 2022 soit une perte de près de 30 %.

### En Europe

#### en Allemagne
En 2020, l' Allemagne compte environ 6000 librairies, dont 90% de petites structures indépendantes. D'après le Börsenverein des Deutschen Buchhandels (l'association des libraires allemands) ce chiffre n'a quasi pas bougé depuis 5 ans. Comme en France le pays a mis en place une politique de prix unique du livre.

#### En France

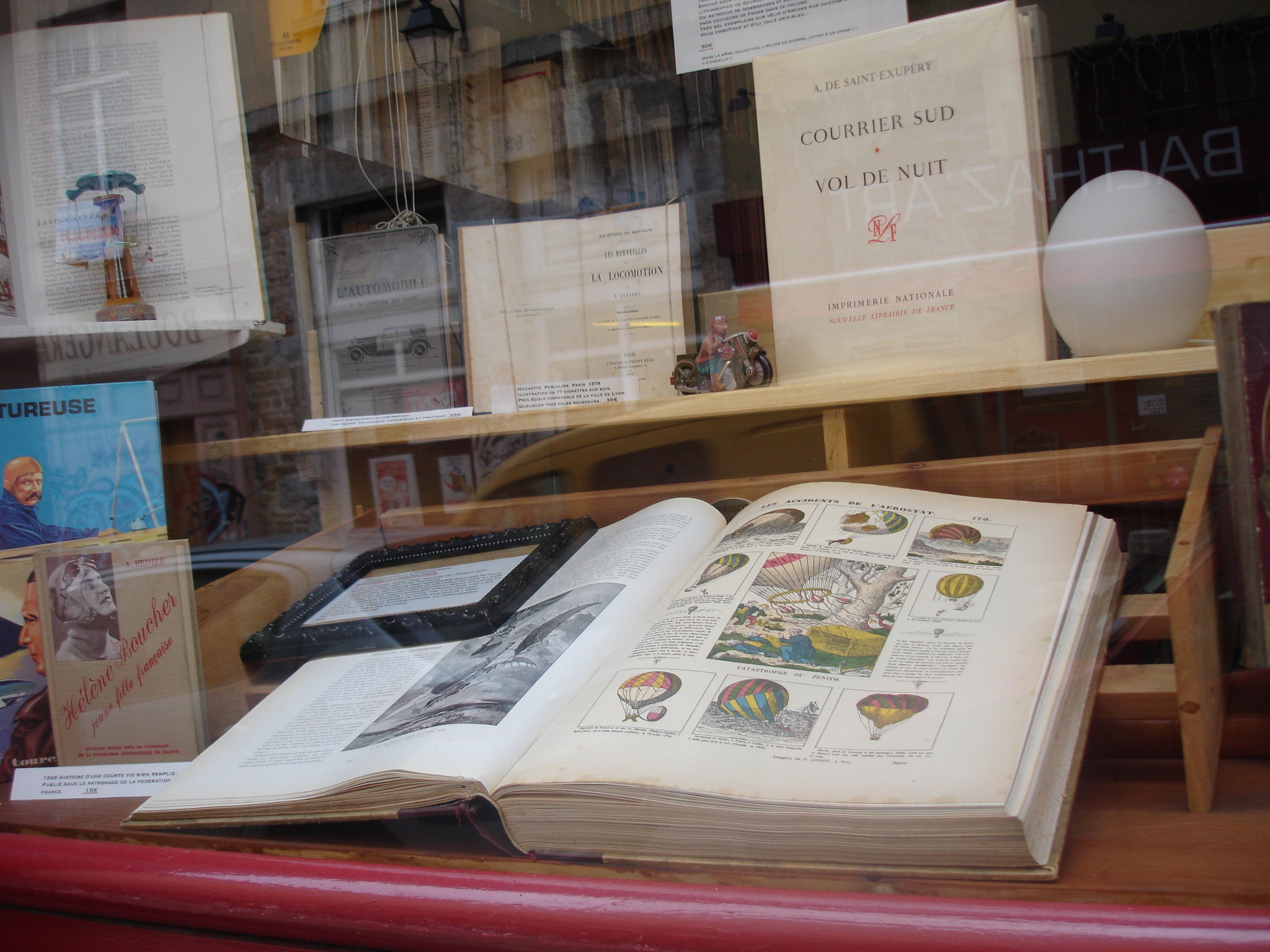
Une vitrine de libraire d'anciens, à Lyon.

La plus ancienne librairie de France encore en activité est la Librairie nouvelle d'Orléans. Souvent rachetée, jamais fermée, déménagée quatre fois, elle appartenait en 1545 à Étienne Rouzeau et était située rue de l’Écrivinerie (aujourd’hui rue Pothier), face à ce qui était alors la salle des thèses de l’université.
Le ministère de la Culture français, relayé par les différentes agences régionales du livre, a développé et soutenu ces vingt dernières années la notion de « librairie indépendante ». Sont ainsi écartés les grandes surfaces spécialisées (Fnac, Virgin, etc.), les librairies en ligne (Amazon, Chapitre, Decitre…), les hypermarchés et autres surfaces multiproduits qui peuvent avoir un rayon livres plus ou moins développé. Sont également écartées les librairies qui ne vendent que de l’ancien ou de l’occasion ainsi que les librairies internationales qui proposent des livres en langues étrangères, lesquels échappent aux lois sur le prix du livre en France. Est donc considéré comme une « librairie » un point de vente dont le livre neuf est la principale activité — ce qui permet d'intégrer certaines librairies-papeteries et maisons de la presse particulièrement importantes. La surface ou le nombre de livres proposés ne sont pas des éléments significatifs à eux seuls.
Un label LiR (Librairie indépendante de Référence) a été mis en place, officialisé par un décret publié au Journal officiel en avril 2009 et réactualisé en 2011. Ce label permet aux librairies de mettre en avant la qualité de leur librairie (assortiment, accueil…). Des remises commerciales et avantages commerciaux supplémentaires peuvent être accordés par certains fournisseurs (remises, délais de retour…). Les librairies répondant aux conditions de l'article du code général des impôts peuvent disposer, sous réserve, d'une exonération de la contribution économique territoriale (CET). Elles peuvent également solliciter des subventions du Centre national du livre (CNL) pour la mise en valeur des fonds en librairie (VAL).

##### Définition et segmentation

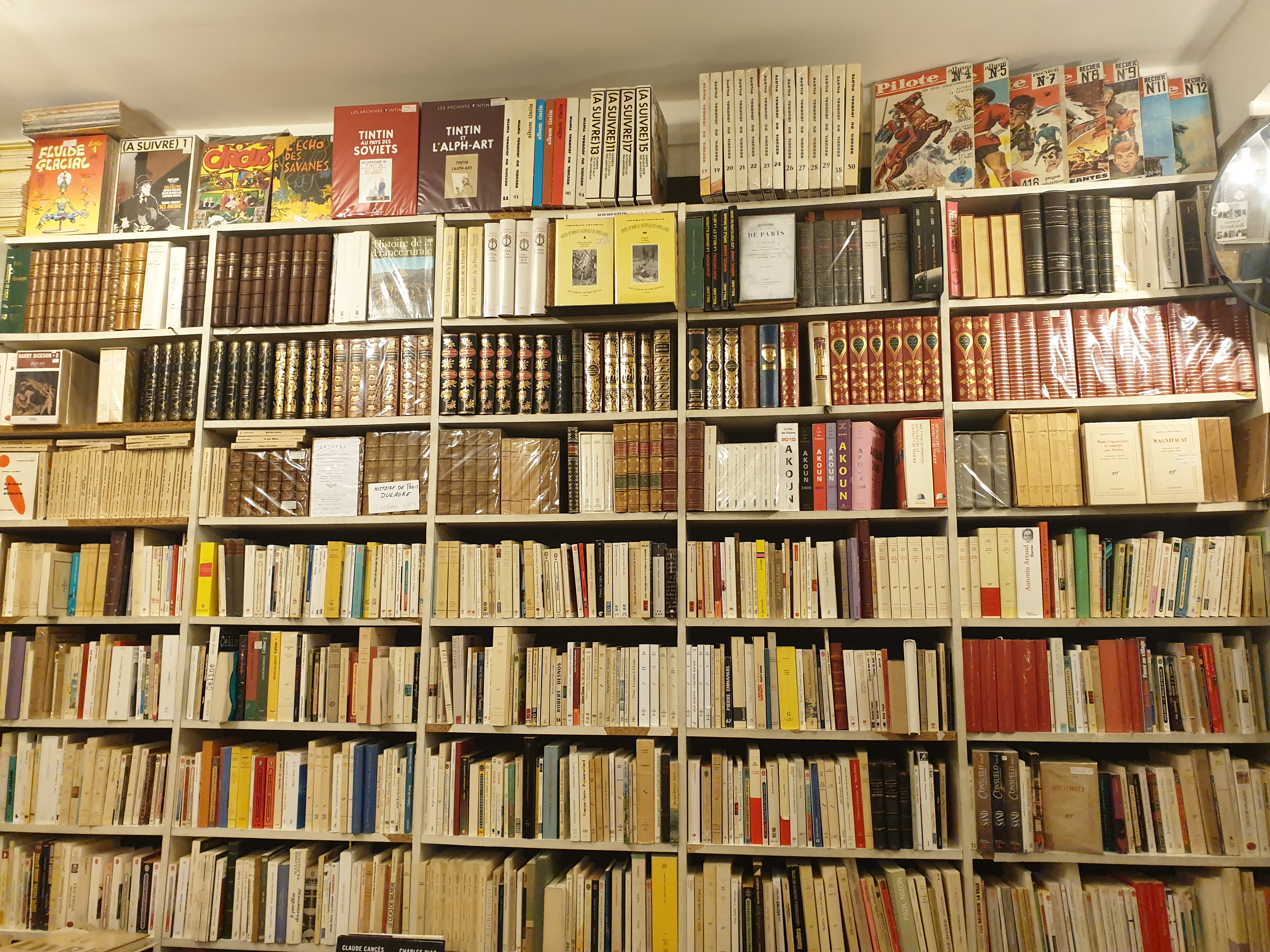
Livres dans une librairie parisienne en 2020.

Il reste un vrai problème de définition de la librairie. La première définition est celle de l’Insee, qui recense[Quand ?] en France un peu moins de 19 000 entreprises sous le code APE 4761Z « Commerce de détail de livres en magasin spécialisé ». Les régions de l’Île-de-France, Rhône-Alpes et Provence-Alpes-Côte d'Azur sont celles qui comptent le plus de librairies (mais aussi la plus importante population).
Les entreprises de diffusion du livre ont pour leur part adopté une segmentation en niveaux de clientèle :
- le premier niveau (parfois segmenté en « librairies A » et « librairies B ») : selon les entreprises de diffusion, cette catégorie regroupe les 700 à 1 300 clients (librairies et grandes surfaces culturelles) les plus importants, soit en termes quantitatifs (chiffre d’affaires réalisé avec les éditeurs diffusés), soit en termes qualitatifs (capacité du libraire à « lancer » un titre, travail sur le fonds des éditeurs diffusés, etc.). Ces librairies représentent en moyenne de 60 % à 75 % du chiffre d’affaires des diffuseurs ; elles bénéficient de ce fait de visites plus fréquentes des représentants et des remises commerciales les plus élevées ;
- les 700 à 800 hypermarchés, qui bénéficient d’une équipe spécifique de représentants ;
- le deuxième niveau (4 000 à 12 000 points de vente selon les diffuseurs), qui regroupe les petits points de vente de proximité, les supermarchés et les magasins populaires ;
- le troisième niveau qui comprend les très petits points de vente et les points de vente occasionnels qui n’ont pas de compte ouvert chez les distributeurs et s’approvisionnent auprès de grossistes ou des plates-formes régionales des distributeurs. En effet, une des tendances de ces dernières années est la multiplication des points de vente du livre, qu'on peut trouver aussi bien dans un magasin de bricolage, une pharmacie, un magasin de jouets.

La définition donnée par le Syndicat de la librairie française, « l’organisation professionnelle qui représente les librairies indépendantes au niveau national », figure dans sa charte qui spécifie que, « pour être professionnel, le commerce de livres doit être directement géré par un libraire. Le libraire a acquis une culture qui lui permet d’avoir des connaissances suffisantes (…). Il se forme aux techniques de gestion commerciale, administrative et financière de l’achat et de la vente du livre (…). La librairie indépendante ne dépend pas d’une société ou d’un groupe financier dont la logique est, par métier, financière (…). L’indépendance est la liberté que possède le dirigeant de librairie de consacrer une partie raisonnable de ce qui pourrait être la marge bénéficiaire nette de son entreprise, à financer : la part de rotation lente du stock qui constitue son fonds de référence, et du personnel en nombre suffisant capable de choisir et de conseiller. »

##### Loi Lang
En France, la loi relative au prix du livre, dite loi Lang car proposée par Jack Lang, fixe le principe du prix unique des livres depuis 1981.